# 弁納才一
弁納 才一（べんのう さいいち、1959年5月 - ）は、日本の経済史学者。学位は、史学博士。金沢大学経済学部経済学科教授。元研数学館世界史講師。研究分野は中国経済史。山形県鶴岡市（旧藤島町）出身。

## 学歴
- 1975年 藤島町立藤島中学校卒業
- 1978年 酒田南高等学校卒業
- 1984年 早稲田大学文学部東洋史専攻卒業
- 1992年 東京都立大学大学院人文科学研究科史学専攻博士課程
- 2004年10月21日 史学博士号（東京都立大学）取得

## 著作物

### 著書
- 『華中農村経済と近代化』 汲古書院 （2004）

### 共編著
- （野村真理）『地域統合と人的移動――ヨーロッパと東アジアの歴史・現状・展望』（御茶の水書房, 2006年）

### 論文
- 『近代中国農村経済史の研究 金沢大学経済学部』 （2003）
- 『戦後台湾の食糧事情 経済学部論集』 （大学・研究所等紀要、2002）

### 博士論文
- 『中国農村経済構造と近代化 : 近代中国農村経済史像の再検討』（2004年10月21日）東京都立大学

## 所属学会
- 社会経済史学会
- 歴史学研究会
- 歴史学会